# Comisiones de Monumentos de España
Las Comisiones de Monumentos de España fueron creadas en la primera mitad del siglo XIX. Se dedicaron a conservar los bienes adquiridos por el Estado tras la desamortización y el patrimonio histórico y artístico en general.

## Historia

### Orígenes en Francia
La Revolución Francesa de 1789 trajo consigo la destrucción y el deterioro de muchos bienes de la Iglesia católica. El Estado creó la Comisión de Monumentos para conservar todos los bienes eclesiásticos de los que se apropió. Esta organización fue sucedida por la Comisión Temporal de Monumentos. En 1837 se crearon el Comité Histórico de Arte y Monumentos y la Comisión de Monumentos Históricos.

### En España
La desamortización dejó muchos bienes monumentales y artísticos abandonados. Las Comisiones Científicas y Artísticas Provinciales fueron creadas por la Real Orden de 27 de mayo de 1837.
Las Comisiones de Monumentos Históricos y Artísticos Provinciales fueron creadas por Real Orden del 2 de abril de 1844.
Debían estar formadas de cinco miembros notorios, nombrados por el delegado del Gobierno en la provincia, que tenía el cargo de presidente. El vicepresidente Según el Reglamento, aprobado por Real Orden del 24 de julio de 1844, debía haber tres secciones: la primera de bibliotecas y archivos, la segunda de escultura y pintura y la tercera de arqueología y arquitectura.
Las Comisiones de Monumentos tenían un presupuesto a cargo de las Diputaciones Provinciales.
El Real Decreto del 15 de diciembre de 1854 les dio más atribuciones a las Comisiones Provinciales para la buena conservación de los monumentos. También dispuso que debían colaborar con la Comisión Central. El gobierno también dotaba de un presupuesto a la Comisión Central de Monumentos, para que lo repartiese por las Comisiones Provinciales cuando estas lo necesitasen.
Por la Ley General de Instrucción Pública de 9 de septiembre de 1857 la Comisión Central pasó a integrarse en la Real Academia de Bellas Artes de San Fernando.
El 24 de noviembre de 1865 se aprobó un nuevo Reglamento para las Comisiones Provinciales, realizado por la Real Academia de Bellas Artes de San Fernando y la Real Academia de la Historia. El presidente era el delegado del Gobierno y el vicepresidente el académico más antiguo de las Academias de Historia y Nobles Artes de la provincia.
En 1918 realizaron un nuevo Reglamento. El presidente honorario continuó siendo el delegado del Gobierno en la provincia y el presidente pasó a ser electo entre los mismos académicos cada tres años.
La creación de nuevas instituciones para la conservación del patrimonio en el siglo XX llevó a cabo que las Comisiones Provinciales perdieran su importancia. La Ley del Patrimonio Artístico Nacional del 13 de mayo de 1933 creó la Junta Superior del Tesoro Artístico, con sus respectivas Juntas Locales. Las Juntas Locales sustituyeron a algunas Comisiones Provinciales, aunque muchas otras continuaron existiendo. En 1938 se crearon las Comisarías de Defensa del Patrimonio Artístico Nacional, que tenían funciones de las antiguas Comisiones Provinciales. El Decreto del 22 de octubre de 1970 creó la Comisión del Patrimonio Histórico Artístico Nacional, con Delegaciones Provinciales.
La Comisión de Monumentos de Sevilla celebró su última sesión en 1990.
En la actualidad existen Comisiones Provinciales de Patrimonio que dependen de las comunidades autónomas de España.